# Atotonilco (Morelos)
Atotonilco es una localidad del estado mexicano de Morelos. Es parte del municipio de Tepalcingo.

## Toponimia
El nombre «Atotonilco» proviene de los términos en náhuatl: atl, agua; totonilli, caliente; co, locativo. Su significado es «Lugar de aguas termales».

## Demografía
| Gráfica de evolución demográfica |
|                                  |

| Censo | Población |
| ----- | --------- |
| 1900  | 652       |
| 1910  | 620       |
| 1921  | 466       |
| 1930  | 516       |
| 1940  | 616       |
| 1950  | 803       |
| 1960  | 990       |
| 1970  | 1644      |
| 1980  | 2374      |
| 1990  | 2748      |
| 2000  | 3075      |
| 2010  | 3175      |
| 2020  | 3539      |